# 青皮竹
青皮竹（学名：Bambusa textilis）为禾本科簕竹属下的一个种。

## 外部連結
- 青皮竹 （页面存档备份，存于） 藥用植物圖像數據庫 (香港浸會大學中醫藥學院) （中文）（英文）
- 天竺黃 中藥材圖像數據庫  (香港浸會大學中醫藥學院) （中文）（英文）
- 天竺黃 （页面存档备份，存于） 中藥標本數據庫 (香港浸會大學中醫藥學院) （繁體中文）（英文）